# Eriochloa weberbaueri
Eriochloa weberbaueri är en gräsart som beskrevs av Carl Christian Mez. Eriochloa weberbaueri ingår i släktet Eriochloa och familjen gräs.
Artens utbredningsområde är Peru. Inga underarter finns listade i Catalogue of Life.